# Ulopeza primalis
Ulopeza primalis là một loài bướm đêm trong họ Crambidae.